# Anderz Harning
Anderz Harning, egentligen Karl Anders Harning, född 4 april 1938 i Stocka i Harmångers församling i Gävleborgs län, död 23 april 1992 i Landvetters församling i Härryda kommun i Göteborgs och Bohus län, var en svensk journalist och författare.

## Biografi
Harning var son till skeppsmäklaren Hjalmar Harning (1903–1985) och Margit Westling (1911–1941). Fadern gifte om sig 1943 och Harning fick tre halvsyskon. Harning, som delvis växte upp i Hudiksvall, inledde studier vid latinlinjen på Hudiksvalls högre allmänna läroverk men avbröt efter ett år och gick till sjöss.
Harning skildrade tidigt maktmissbruk och svågerpolitik i främst de politiska leden. Hans kåserier häcklade ofta makthavare och byråkrater. Harnings alter ego Johan Torberg framträdde första gången i romanen Tidningslorden, som var ett försök till uppgörelse med G-P-koncernen som på 1970-talet hade skaffat sig en stark ställning på den göteborgska tidningsmarknaden. Harning upplevde att dominansen gick ut över åsiktsbildningen och debattklimatet. Boken Skatteindrivarens död tillkom mot bakgrund av att Harning själv hade fått skatteavdrag underkända av skattemyndigheten. I sina självbiografiska romaner Stålbadet och Asfåglarna speglade han sin uppväxt i det nazistiska hemmet i Stocka. Dessa romaner gav stoff till TV-filmen Ondskans år (1987).
Harning var sommarpratare i radio. Han skrev manus till dockteater i samarbete med Marionetteatern, där han även agerade som dockspelare.
Harning var en av grundarna av Hälsinge Akademi 1988.
En minnessten över honom, som står vid Hälsinglands museum i Hudiksvall, invigdes år 1995.

## Priser och utmärkelser
- 1963 – Eckersteinska litteraturpriset
- 1968 – Litteraturfrämjandets stipendiat